# Elizabeth Mandlik
Elizabeth Hana Mandlik (Boca Raton, 19 maggio 2001) è una tennista statunitense.

## Biografia
Elizabeth è figlia della tennista ceca Hana Mandlíková, ex numero 3 del mondo e quattro volte vincitrice di un torneo dello Slam, e nipite del corridore Olimpico Vilém Mandlík. Al pari del fratello gemello Mark, diventato anch'egli tennista, rappresenta gli Stati Uniti d'America.
Preferisce farsi chiamare Elli, è allenata da Emilio Sebastian Eguez Paz. Ha iniziato a giocare a tennis all'età di sette anni e predilige cme superficie il cemento. É una studentessa della Oklahoma University Athletics ed è sponsorizzata da Fila.

## Carriera
Elizabeth Mandlik ha vinto 8 titoli in singolare e 3 titoli in doppio nel circuito ITF in carriera. Il 19 giugno 2023, ha raggiunto il best ranking mondiale nel singolare al numero 97, e il miglior piazzamento mondiale nel doppio, al numero 187.

### 2019-2022: Debutto nel Tour e prima vittoria
Ha fatto il suo debutto nel circuito maggiore al BGL Luxembourg Open 2019 nel doppio grazie ad una wild-card, insieme alla connazionale Katie Volynets; le due sono uscite sconfitte all'esordio da Kaitlyn Christian e Alexa Guarachi.
Classificata al numero 240 delle classifiche, Mandlik si qualifica per il main draw del Mubadala Silicon Valley Classic 2022 ed ottiene la sua prima vittoria nel WTA Tour sconfiggendo la connazionale Alison Riske-Amritraj in due set. Nel secondo turno, affronta la numero 4 del mondo e seconda del tabellone Paula Badosa, spingendola fino al terzo set, dove si arrende solamente al tiebreak finale. Con questo risultato, sale di ben 59 posizioni nel ranking e fa il suo debutto nella Top 200, precisamente al numero 181.
Mandlik vince la US Open Wildcard Challenge guadagnandosi l'accesso nel singolare femminile e conquistandosi la sua prima apparizione in un major, 33 anni dopo l'ultima partecipazione di sua madre agli US Open. La stessa Mandlíková diventa la prima campionessa degli US Open nella Open Era ad avere una figlia a giocare lo stesso Slam conquistato. Mandlik disputa il primo main draw degli US Open ed ottiene anche la sua prima vittoria, sconfiggendo la slovena Tamara Zidanšek in tre set, mentre il turno successivo cede all'eventuale finalista Ons Jabeur, in due parziali.
Il 29 ottobre 2022, Mandlik ha raggiunto la prima finale WTA 125 della carriera in doppio all'Abierto Tampico, dove ha fatto coppia con la connazionale Ashlyn Krueger e sono satte sconfitte dalla slovacca Tereza Mihalíková e dall'indonesiana Aldila Sutjiadi con il punteggio di 5-7, 2-6.

### 2023: Primi quarti di finale WTA
Dopo aver fallito le qualificazioni agli Australian Open 2023, viene ripescata come lucky loser in seguito al ritiro di Zheng Saisai, ma viene sconfitta dalla testa di serie numero 27 Irina-Camelia Begu nel primo turno.
Il 7 maggio 2023, Elizabeth ha raggiunto la prima finale WTA 125 della carriera in singolare al Catalonia Open, giocato a Reus, dove è stata sconfitta dalla romena Sorana Cîrstea con il punteggio di 1-6, 6-4, 6(1)-7, dopo aver mancato un vantaggio di 5-1 nel set decisivo e un championship point.
Si qualifica, invece, per l'edizione del Roland Garros 2023, dove poi cede il passo all'altra qualificata Simona Waltert nel primo turno in tre set.
Durante il Rothesay Open 2023, si qualifica per il main draw e batte al primo turno la bulgara Viktorija Tomova, ottenendo la sua prima vittoria nel Tour sull'erba. Nel secondo turno supera la settima testa di serie Camila Giorgi e raggiunge il primo quarto di finale della carriera. In questa circostanza viene sconfitta dalla francese Alizé Cornet. Con questo risultato, fa il suo debutto nella Top 100, diventando la quinta statunitense e la nona tennista in stagione a raggiungere tale traguardo.
Si qualifica anche al Kinoshita Group Japan Open Tennis Championships 2023, dove estromette al primo turno la francese Diane Parry in tre set e nel secondo turno elimina anche la canadese Rebecca Marino sempre in tre parziali, raggiungendo il secondo quarto di finale della carriera e in stagione. Alle ultime otto, cede alla cinese prima testa di serie Zhu Lin, poi finalista del torneo.

### 2025: Debutto in un WTA 1000
Ottiene una wildcard per l'Omnium Banque Nationale 2025 facendo il suo debutto in un main draw di un WTA 1000, dove affronta e cede all'italiana Lucia Bronzetti in tre set al primo turno, dopo essersi trovata in vantaggio per 6-4 4-1 ed aver poi perso il secondo set al tiebreak, e conquistato solo due giochi nel parziale decisivo.

## Circuito WTA 125

### Singolare

#### Sconfitte (1)
| N. | Data          | Torneo               | Superficie  | Avversaria in finale | Punteggio        |
| 1. | 7 maggio 2023 | Catalonia Open, Reus | Terra rossa | Sorana Cîrstea       | 1-6, 6-4, 6(1)-7 |

### Doppio

#### Sconfitte (1)
| N. | Data            | Torneo                   | Superficie | Compagna       | Avversarie in finale              | Punteggio |
| 1. | 29 ottobre 2022 | Abierto Tampico, Tampico | Cemento    | Ashlyn Krueger | Tereza Mihalíková Aldila Sutjiadi | 5-7, 2-6  |

## Statistiche ITF

### Singolare

#### Vittorie (8)
| Torneo $100.000 (0) |
| Torneo $80.000 (0)  |
| Torneo $60.000 (0)  |
| Torneo $25.000 (4)  |
| Torneo $15.000 (4)  |

| N. | Data            | Torneo                                          | Superficie  | Avversaria in finale | Punteggio        |
| 1. | 10 marzo 2019   | Carson Tennis Classic, Carson                   | Cemento     | Carson Branstine     | 6-2, 2-6, 6-4    |
| 2. | 19 maggio 2019  | Master Coop Alleanza 3.0 Tennis Cup, Barletta   | Terra rossa | Oana Georgeta Simion | 6-0, 6-2         |
| 3. | 4 luglio 2021   | Magic Hotel Tours, Monastir                     | Cemento     | Angelica Raggi       | 0–6, 6–2, 6–4    |
| 4. | 11 luglio 2021  | Magic Hotel Tours, Monastir                     | Cemento     | Angelica Raggi       | 6–3, 4–6, 6–0    |
| 5. | 23 gennaio 2022 | Confederacao Brasileira de Tenis, Florianópolis | Cemento     | Bárbara Gatica       | 6-0, 6-4         |
| 6. | 30 gennaio 2022 | Confederacao Brasileira de Tenis, Florianópolis | Cemento     | Eva Vedder           | 6-3, 6-4         |
| 7. | 26 giugno 2022  | Wichita Tennis Open, Wichita                    | Cemento     | Kayla Day            | 6-3, 6-3         |
| 8. | 18 gennaio 2025 | Palm Coast Women's, Palm Coast                  | Terra verde | Whitney Osuigwe      | 6-1, 6(4)-7, 6-3 |

#### Sconfitte (2)
| Torneo $100.000 (1) |
| Torneo $80.000 (0)  |
| Torneo $60.000 (0)  |
| Torneo $25.000 (0)  |
| Torneo $15.000 (1)  |

| N. | Data           | Torneo                                                   | Superficie | Avversaria in finale | Punteggio |
| 1. | 17 marzo 2019  | iTennis Pro Classic, Arcadia                             | Cemento    | Hanna Chang          | 5-7, 1-6  |
| 2. | 14 agosto 2022 | Koser Jewelers Pro Circuit Tennis Challenge, Landisville | Cemento    | Zhu Lin              | 2-6, 3-6  |

### Doppio

#### Vittorie (3)
| Torneo $100.000 (0) |
| Torneo $80.000 (0)  |
| Torneo $60.000 (0)  |
| Torneo $25.000 (2)  |
| Torneo $15.000 (1)  |

| N. | Data             | Torneo                                               | Superficie  | Compagna     | Avversarie in finale       | Punteggio        |
| 1. | 1º luglio 2018   | ITF Women's Circuit Curtea de Arges, Curtea de Argeș | Terra rossa | Andreea Mitu | Anna Turati Bianca Turati  | 6-4, 7-5         |
| 2. | 2 ottobre 2021   | Tuks International, Pretoria                         | Cemento     | Amina Anšba  | Jenny Dürst Nina Stadler   | 6-2, 6-2         |
| 3. | 20 novembre 2021 | ASC BMW Women's World Tennis Tour, Naples            | Terra verde | Hanna Chang  | Hsu Chieh-yu Jessy Rompies | 4–6, 6–1, [10–7] |

#### Sconfitte (2)
| Torneo $100.000 (0) |
| Torneo $80.000 (0)  |
| Torneo $60.000 (2)  |
| Torneo $25.000 (0)  |
| Torneo $15.000 (0)  |

| N. | Data           | Torneo                                  | Superficie  | Compagna    | Avversarie in finale            | Punteggio           |
| 1. | 28 maggio 2022 | Orlando USTA Pro Circuit Event, Orlando | Cemento     | Hanna Chang | Sophie Chang Angela Kulikov     | 3-6, 6-2, [6-10]    |
| 2. | 12 aprile 2025 | Bellinzona Ladies Open, Bellinzona      | Terra rossa | Jenny Dürst | Aneta Kučmová Sapfo Sakellaridi | 6(3)-7, 6-3, [2-10] |